# Semerovo
Semerovo (bis 1927 slowakisch „Semer“; ungarisch Komáromszemere – bis 1907 Szemere) ist eine mittelgroße Gemeinde im Westen der Slowakei mit 1309 Einwohnern (Stand 31. Dezember 2024), die zum Okres Nové Zámky, einem Kreis des Nitriansky kraj, gehört.

## Geographie
Die Gemeinde befindet sich im slowakischen Donautiefland am Westrand dessen Unterteils, des Hügellands Pohronská pahorkatina. Sie wird vom Bach Baranovský potok durchflossen, der nordwestlich des Ortes ein kleines Staubecken speist. Das Ortszentrum liegt auf einer Höhe von 150 m n.m. und ist 18 Kilometer von Nové Zámky entfernt.
Nachbargemeinden sind Veľké Lovce im Norden, Čechy im Nordosten, Kolta im Osten, Jasová und kurz Dubník im Süden, Dvory nad Žitavou im Südosten und Branovo im Westen.

## Geschichte
Der Ort wurde zum ersten Mal 1210 als Scemera schriftlich erwähnt und gehörte mehreren Angehörigen des niederen Adels, wie zum Beispiel der Familie Csúzy im 15. Jahrhundert. Im 16. und 17. Jahrhundert wurde die Ortschaft im Rahmen der Türkenkriege ganz verwüstet und nach dem Ende der Kriegsgeschehnisse durch Bevölkerung aus der Gegend von Myjava neu besiedelt. 1828 zählte man 119 Häuser und 740 Einwohner, die in der Landwirtschaft und als Weber beschäftigt waren.
Bis 1918/1919 gehörte der im Komitat Komorn liegende Ort zum Königreich Ungarn und kam danach zur Tschechoslowakei beziehungsweise heute Slowakei. Auf Grund des Ersten Wiener Schiedsspruchs lag er 1938–1945 noch einmal in Ungarn.

## Bevölkerung
| Jahr                | 1994 | 2004    | 2014    | 2024    |
| ------------------- | ---- | ------- | ------- | ------- |
| Anzahl der Personen | 1247 | 1365    | 1430    | 1309    |
| Unterschied         |      | +9,46 % | +4,76 % | −8,46 % |

| Jahr                | 2023 | 2024    |
| ------------------- | ---- | ------- |
| Anzahl der Personen | 1318 | 1309    |
| Unterschied         |      | −0,68 % |

Nach der Volkszählung 2011 wohnten in Semerovo 1452 Einwohner, davon 1249 Slowaken, 27 Magyaren, fünf Tschechen und ein Deutscher. 170 Einwohner machten diesbezüglich keine Angabe. 1067 Einwohner bekannten sich zur römisch-katholischen Kirche, zehn Einwohner zur evangelischen Kirche A. B., neun Einwohner zur griechisch-katholischen Kirche, fünf Einwohner zu den Zeugen Jehovas und zwei Einwohner zur reformierten Kirche; zwei Einwohner bekannten sich zu einer anderen Konfession. 138 Einwohner waren konfessionslos und bei 239 Einwohnern wurde die Konfession nicht ermittelt.

## Bauwerke
- römisch-katholische Kirche Mariä Himmelfahrt aus dem Jahr 1712